# Anthene marginata
Anthene marginata är en fjärilsart som beskrevs av Gustaaf Hulstaert 1924. Anthene marginata ingår i släktet Anthene och familjen juvelvingar. Inga underarter finns listade i Catalogue of Life.